# Away From The World
Away From The World er Dave Matthews Bands ottende studiealbum og udkom 11. september 2012. Det er første album, hvor deres afdøde saxofonist LeRoi Moore ikke optræder.
Sangen "Mercy" er pladens første-single.

## Spor
1. "Broken Things"
2. "Belly Belly Nice"
3. "Mercy"
4. "Gaucho"
5. "Sweet"
6. "The Riff"
7. "Belly Full"
8. "If Only"
9. "Rooftop"
10. "Snow Outside"
11. "Drunken Soldier"